# Мак-Киннон (Вайоминг)
Мак-Киннон (англ. McKinnon) — статистически обособленная местность, расположенная в округе Суитуотер (штат Вайоминг, США) с населением в 49 человек по статистическим данным переписи 2000 года.

## География
По данным Бюро переписи населения США, статистически обособленная местность Мак-Киннон имеет общую площадь в 79,77 квадратных километров, водных ресурсов в черте населённого пункта не имеется.
Статистически обособленная местность Мак-Киннон расположена на высоте 2151 метр над уровнем моря.

## Демография
По данным переписи населения 2000 года, в Мак-Кинноне проживало 49 человек, 14 семей, насчитывалось 17 домашних хозяйств и 28 жилых домов. Средняя плотность населения составляла около 0,6 человек на один квадратный километр. Расовый состав Мак-Киннона по данным переписи распределился следующим образом: 93,88 % белых, 6,12 % — других народностей. Испаноговорящие составили 6,12 % от всех жителей статистически обособленной местности.
Из 17 домашних хозяйств в 35,3 % — воспитывали детей в возрасте до 18 лет, 82,4 % представляли собой совместно проживающие супружеские пары, в 5,9 % семей женщины проживали без мужей, 11,8 % не имели семей. 11,8 % от общего числа семей на момент переписи жили самостоятельно, при этом 5,9 % составили одинокие пожилые люди в возрасте 65 лет и старше. Средний размер домашнего хозяйства составил 2,88 человек, а средний размер семьи — 3,13 человек.
Население статистически обособленной местности по возрастному диапазону по данным переписи 2000 года распределилось следующим образом: 26,5 % — жители младше 18 лет, 8,2 % — между 18 и 24 годами, 32,7 % — от 25 до 44 лет, 22,4 % — от 45 до 64 лет и 10,2 % — в возрасте 65 лет и старше. Средний возраст жителей составил 38 лет. На каждые 100 женщин в Мак-Кинноне приходилось 113,0 мужчин, при этом на каждые сто женщин 18 лет и старше приходилось 140,0 мужчин также старше 18 лет.
Средний доход на одно домашнее хозяйство в статистически обособленной местности составил 80 216 долларов США, а средний доход на одну семью — 81 998 долларов. При этом мужчины имели средний доход в 53 750 долларов США в год против 25 417 долларов среднегодового дохода у женщин. Доход на душу населения в статистически обособленной местности составил 37 833 доллара в год. Все семьи Мак-Кинноне имели доход, превышающий уровень бедности.